# Колядина, Елена Владимировна
Елена Владимировна Колядина (род. 24 июня 1960) — российская журналистка и писательница. Лауреат премии «Русский Букер» 2010 года за роман «Цветочный крест».

## Биография
Родилась 24 июня 1960 года в Череповце в семье рабочих-металлургов. Прадед был репрессирован и расстрелян в Ленинграде. В 1983 году окончила Ленинградский институт инженеров железнодорожного транспорта. С 1995 по 2001 годы сотрудничала с журналом «Cosmopolitan», в течение 10 лет являлась собкором, а затем редактором отдела писем «Комсомольской правды». Работает колумнистом в газете «Метро». Проживает в Череповце. Работает тренером-реабилитологом.
По словам Колядиной, она автор 11 книг.
В 2010 за роман «Цветочный крест», первоначально называвшийся «Весёлая галиматья» и впервые опубликованный в провинциальном журнале «Вологодская литература», Е. Колядина получила премию «Русский Букер».
Как заявил председатель жюри Руслан Киреев, выбор лауреата был самой сложной задачей: «Каждый из них мог стать победителем — очень сильный шорт-лист был». Однако с момента оглашения шорт-листа «Цветочный крест» и лично Колядина становятся объектом критики и высмеивания. Отмечается слабое владение автором лексикой соответствующего периода (XVII век), использование псевдостаринных слов, слов, обозначающих понятия, появившиеся значительно позже означенного времени, лубочных выражений, стилистическая неграмотность, незнание быта, ненатуральность сцен, пошлость, дурновкусие; легендарным становится слово из лексикона книги «афедрон», означающее, по версии Колядиной, заднюю часть тела, — как неформальное название книги Колядиной, уточняющий эпитет самого автора, как характеристика премии «Русский Букер», всего современного российского литературного процесса (выражение — «полный афедрон») и т. п. Главный редактор журнала «Вологодская литература», выдвинувший роман на премию «Русский Букер», после объявления Колядиной лауреатом заявил: «Елену считали „тёмной лошадкой“, а она стала „троянским конём“». Сама Колядина характеризует своё сочинение как «весёлую тотемскую галиматью об огненной елде и золотых лядвиях».
После попадания в шорт-лист «Букера» роман Колядиной был издан редакцией Е. Шубиной издательства «АСТ», а через полгода после награждения Колядина c «Цветочным крестом» удостоилась премии за худшую книгу года «Полный абзац—2010».
В апреле 2012 года Е. Колядина также вошла в шорт-лист конкурса «Нонконформизм-2012» с новой книгой «Зефирова в Москве».
В июне 2017 года уволена из газеты «Голос Череповца» после лекции по литературе в штабе А. Навального.

### Семья
- Сын — журналист и радиоведущий Эдвард Чесноков (р. 1987).

## Книги
- Цветочный крест: роман-небылица / Елена Колядина. — М., АСТ: Астрель, 2011. — 380, [4] с. ISBN 978-5-17-071532-9 ISBN 978-5-271-32630-1
- Потешная ракета: роман / Елена Колядина. — М., АСТ: Астрель, 2011. — 250, [6]с. ISBN 978-5-17-075121-1 ISBN 978-5-271-36739-7